# Попрыгунчик (мяч)

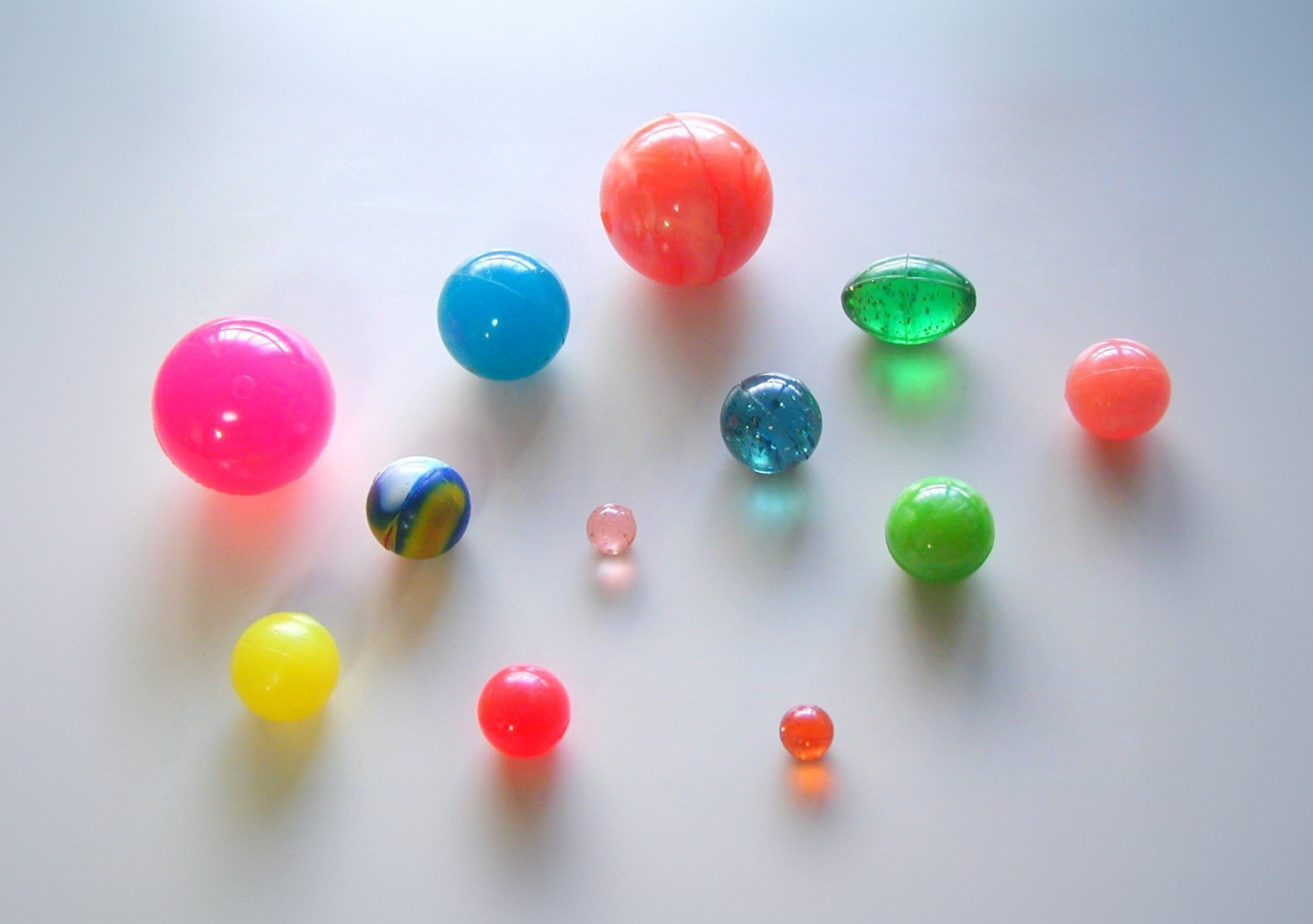
Попрыгунчики различных цветов, форм и размеров

Попрыгунчик (англ. bouncy ball) — популярная детская игрушка. Представляет собой небольшой мячик (шарик), изготовленный из полибутадиенового каучука разных цветов и бывают даже с рисунком. Отличается сильным отскоком при броске на твёрдую поверхность.

## История
Мяч изобрёл калифорнийский химик Норман Стингли в 1963 году. В свободное время он экспериментировал с резиной: сжимал различные отходы синтетического каучука под давлением около 3500 фунтов на квадратный дюйм. В результате у него получился сжатый резиновый мяч с очень хорошим отскоком. Первые попрыгунчики были выпущены летом 1965 года компанией Wham-O под брендом Super Ball. Будучи брошенным даже с небольшой высоты, мячик мог прыгать около минуты. А если мяч бросить с усилием, то он может подскочить на несколько этажей вверх. Игрушка сразу стала очень популярна. До конца года было продано более 6 миллионов экземпляров.